# Хаджохская теснина
Хаджо́хская тесни́на (Каменномостский каньон) — участок ущелья реки Белой, в которой оборудован экскурсионный маршрут. Хаджохская теснина расположена на юго-западной окраине посёлка Каменномостский (Адыгея). Длина теснины – около 400 м.
Маршрут оборудован дорожками, лестницами, перилами. Автомобильный мост через каньон делит маршрут на две части. В нижней по течению реки части устроены вольеры, в которых содержатся медведь и медведица, волки и другие животные, характерные для местной фауны.
При приближении к Хаджохской теснине по дороге, ведущей на левый берег реки Белой, не видно речной долины. Только при походе к мосту становится видна пропасть шириной 6—7 м, и глубиной — 35 м. Вырвавшись из теснины, река замедляет свой бег, расширяется до 50—60 м.
Теснина образовалась от того, что трещиноватый известняк, соприкасаясь с водой, подвергался медленному растворению и выщелачиванию. Благодаря врезанию реки вглубь и вширь, поднятию гор в течение десятков тысячелетий, долина приобрела современные очертания. С 1979 года каньон является памятником природы республиканского значения .